# 李琪 (籃球運動員)
李琪 （Lee Ki，1987年10月16日—），生於香港，香港籃球運動員，司職得分後衛，與現時東方隊友陳兆榮被譽為「香港浪花兄弟」，為現役香港籃球代表隊成員，曾效力香港甲一籃球聯賽球隊滿貫。更於2017-18賽季帶領東方龍獅奪得甲一聯賽總冠軍，打破更年由南華、永倫壟斷冠軍的局面。

## 生平
李琪生於香港，自小喜愛打乒乓球，在小學六年班時更是全港分齡頭16強。

### 籃球生涯
到升讀中學後，受到體育老師兼前甲一球員何隱儒啟蒙下接觸籃球，到16歲時李琪因為會考放棄入Nike League，和連全國高中籃球聯賽都沒參與，直至2006年李琪於會考後最後一年適齡參加Nike League，並即於6場賽事錄得27球三分球，最終榮膺賽事三分王。到在中六時，李琪便代表星島參戰甲二聯賽，到隨後又曾當過甲一球隊遊協及超敏的主力球員，直到2011年，選擇加盟班霸永倫，惟初加盟球隊後頭兩年長當後備球員，到第三年開始有機會打正選，更與隊友陳兆榮被譽為「香港浪花兄弟」
到2015年8月，李琪甘願捨棄有穩定收入及體育老師身份，加盟全港首支職業籃球隊東方，征戰東南亞職業籃球聯賽，而其在ABL代表作為於主場帶領東方龍獅逆轉新加坡騰飛之獅的比賽，以替補的身份在第四節轟進五個三分球，把比賽逼近加時賽，再以兩分之差奪得勝利，而賽後他亦獲選為賽事最有價值球員，結果東方在5場3勝制的總決賽，以場數3–1首度參賽，即奪得ABL總冠軍，而李琪於2017/18ABL球季表現終獲肯定，由場均7.4分增至10.9分，更憑此兩奪ABL每周最佳本土球員，和於香港傑出運動員選舉中獲香港籃總提名參選香港最具體育精神運動員。
2018年球季香港甲一聯賽，李琪協助東方於5場3勝制的總決賽，以場數3–2擊敗南華，奪得冠軍。
2021年賽季，李琪放下過去6年的職業球員身份，改以兼職球員的身份繼續效力東方，同時重拾教鞭，回到學校工作。
2022年12月28日，香港東方籃球隊公開操練備戰東南亞職業籃球聯賽（ABL），而球會在近日宣布獲得徐遠征等幾位新球員加盟之後，亦證實前隊長李琪、楊睿騏及吳松峻離隊。
2023年賽季，李琪轉投另一支香港甲一球隊滿貫。2023年9月12日，滿貫加時後以88比80擊敗東方，李琪獲得全場最高28分，協助滿貫奪得2023年-24年球季高級組銀牌冠軍，這是球隊成軍以來第一次贏得甲一組冠軍。

### 國際賽生涯
到2011年初，由於大部份香港隊主力成員需要應付力甲一總決賽，使李琪能夠首次代表香港，而第一場更要面對精銳盡出的南韓，最終亦大敗而回，
同年，李琪代表香港隊事隔十年出戰世界大學生運動會，而雖然同組的四隊對手都屬歐洲國家，和每場都約輸30多分，但李琪平均每場都有20分以上的進帳，而賽後連一些歐洲教練完場後都走來稱讚他的射術，2013年，李琪為香港征戰亞洲籃球錦標賽，並在以87–79擊敗巴林中，取得全隊第二最高的16分，惟最終香港以1勝6負，以第10名完成賽事，而李琪於7場賽事平均有6.5分2.2籃板和1.2助攻。
2014年，由於香港男子籃球隊重新組軍，使李琪成為香港隊入選名單常客，並在同年2月舉行的超級工商盃後備入替，仍能錄得26分帶領香港晉級四強，兼在五場賽事中的四場得分有20分以上，連續多天成傳媒追訪對象，
2015年，李琪於亞洲籃球錦標賽首場以87–50擊敗科威特國家隊，即錄得全隊最高的15分，可惜其後連輸7場，只能以第12名完成賽事，
2017年11月，由於李琪與東方隊友徐遠成和劉子禮，因在東南亞籃協管轄的東南亞聯賽注冊為本地球員，故在代表東亞籃協管轄的香港籃總出賽或是代表資格問題所在，但經國際籃聯和ABL及香港籃總討論後，終於澄清3人的資格，並已確定可以出戰世界盃亞洲區外圍賽，而由於隊友林羽在11月23日大敗予中國後因傷退隊，使李琪獲補選入隊迎戰新西蘭，成為歷史上香港首批參與世界盃的球員，而李琪於11月26日主場迎戰新西蘭國家隊時，即貢獻11分和4助攻，惟最終香港以74–133不敵對手。
2023年7月，李琪入選2022年亞洲運動會香港代表團男籃項目名單。

## 家庭
李琪在基督教香港信義會信義中學任職中學體育老師，「李琪」這個名字的由來是因為當他與他哥哥出世後，其父親希望下一胎是女兒，所以就幫李琪改取個女仔名字，但其後都是生多個兒子，現在就變成三兄弟，李琪在22歲時認識現任妻子Bowie，而李琪以前是穿5號球衣，但由於妻子打排球時是穿3號球衣，所以他便改穿3號球衣，他與妻子的女兒李逸晴，於2016年8月4日出世，而取此名字是因為「晴」與妻子名字同音，而「逸晴」想女兒每日都開心,日日都是晴天。

## 外部連結
- 李琪在fiba.basketball（英语）
- 李琪在archive.fiba.com（存檔）（英语）
- 李琪在Eurobasket.com（球員）（英语）
- 李琪在RealGM（球員）（英语）
- ABL官網球員註冊資料